# 韋斯頓維爾 (紐約州)
韋斯頓（英語：Westernville）是位於美國紐約州奧奈達縣的普查規定居民點。

## 人口
根據2020年美國人口普查的數據，韋斯頓的面積為1.00平方千米，當中陸地面積為0.92平方千米，而水域面積為0.08平方千米。當地共有人口144人，而人口密度為每平方千米144人。